# Tira (Texas)
Tira es un pueblo ubicado en el condado de Hopkins en el estado estadounidense de Texas. En el Censo de 2010 tenía una población de 297 habitantes y una densidad poblacional de 79,52 personas por km².

## Geografía
Tira se encuentra ubicado en las coordenadas 33°19′45″N 95°32′10″O / 33.32917, -95.53611. Según la Oficina del Censo de los Estados Unidos, Tira tiene una superficie total de 3.73 km², de la cual 3.67 km² corresponden a tierra firme y (1.66%) 0.06 km² es agua.

## Demografía
Según el censo de 2010, había 297 personas residiendo en Tira. La densidad de población era de 79,52 hab./km². De los 297 habitantes, Tira estaba compuesto por el 95.62% blancos, el 0% eran afroamericanos, el 0.34% eran amerindios, el 0% eran asiáticos, el 0% eran isleños del Pacífico, el 2.69% eran de otras razas y el 1.35% pertenecían a dos o más razas. Del total de la población el 6.06% eran hispanos o latinos de cualquier raza.